# Maria Żmigrodzka

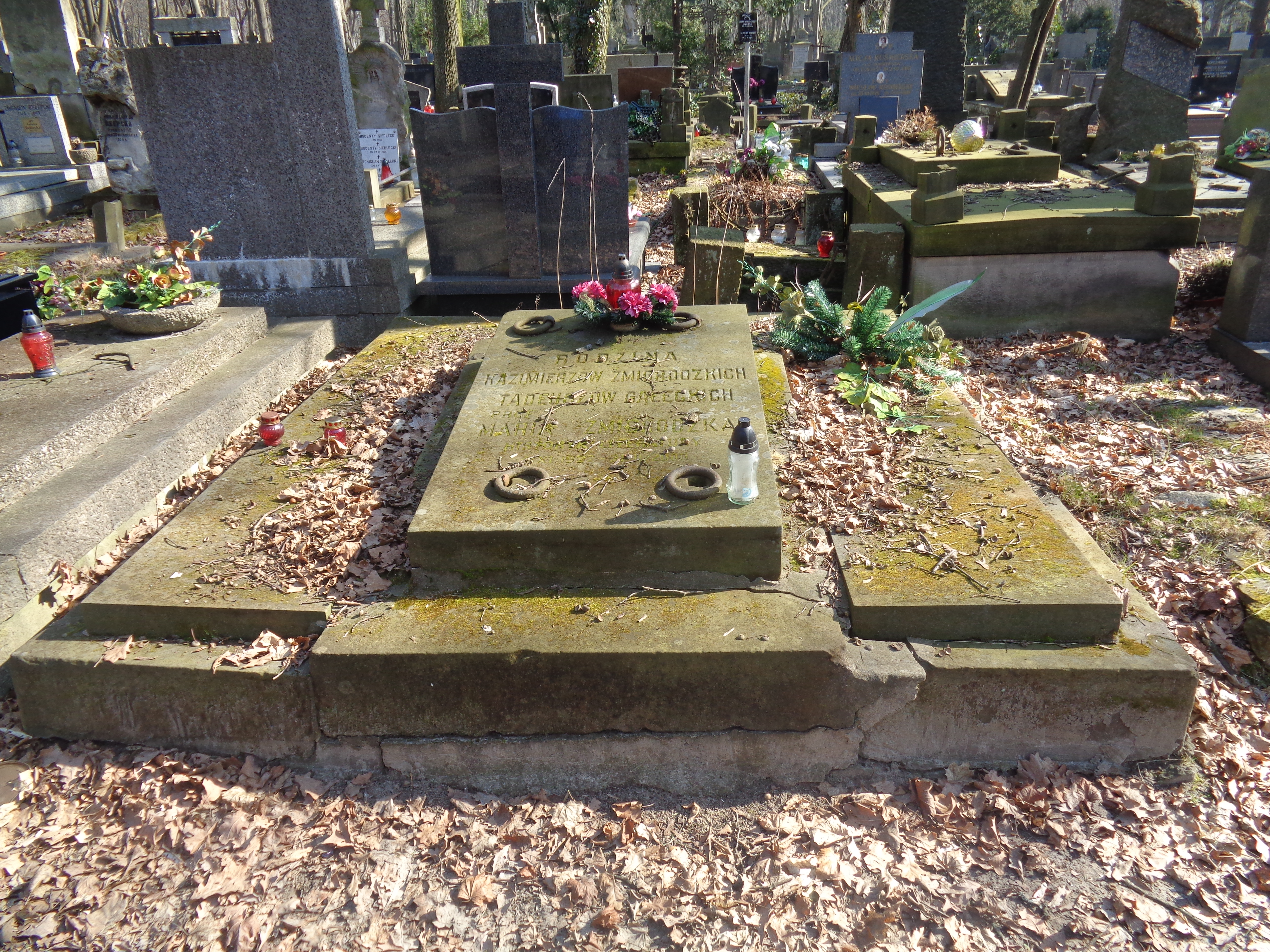
Nagrobek Marii Żmigrodzkiej na cmentarzu Powązkowskim w Warszawie

Maria Żmigrodzka (ur. 4 listopada 1922 w Piotrkowie Trybunalskim, zm. 21 lutego 2000 w Warszawie) – polska historyk i krytyk literatury, prof. dr hab. nauk humanistycznych o specjalności historia literatury polskiej.

## Życiorys
Podczas okupacji niemieckiej działała w Armii Krajowej, studiowała prawo i filologię polską na tajnych kompletach.
W 1946 roku ukończyła studia na Uniwersytecie Łódzkim. W latach 1947–1953 była jednym z redaktorów tygodnika „Wieś”, odpowiedzialna za dział krytyki literackiej. Od 1948 pracowała w PAN. Od 1957 była zatrudniona na stanowisku docenta.
W 1964 roku otrzymała tytuł profesora.
Była członkiem PZPR w latach 1949–1981 oraz I sekretarzem POP PZPR w Instytucie Badań Literackich Polskiej Akademii Nauk. W 1985 była promotorką pracy doktorskiej (później profesora) Jana Tomkowskiego.
W krytyce literackiej szczególnie zajmowała się epoką pozytywizmu, także polskiego romantyzmu. Była członkinią Stowarzyszenia Pisarzy Polskich. Współpracowała z prof. Marią Janion. Pochowana na cmentarzu Powązkowskim (kwatera 277-4-22/23).

## Książki
- 1951 – Eliza Orzeszkowa
- 1952 – Seweryn Goszczyński
- 1955 – Podstawowe cechy Mickiewiczowskiej ballady
- 1955 – Pisma (m.in. Estetyka Edwarda Dembowskiego, redakcja)
- 1957 – Edward Dembowski i polska krytyka romantyczna
- 1959 – Z zagadnień prozy narracyjnej Juliusza Słowackiego
- 1965 – Orzeszkowa: młodość pozytywizmu
- 1971 – Problemy polskiego romantyzmu (redakcja)
- 1973 – Studia romantyczne: prace poświęcone VII międzynarodowemu kongresowi slawistycznemu (redakcja)
- 1974 – Problemy polskiego romantyzmu (redakcja)
- 1978 – Romantyzm i historia (wraz z Marią Janion)

Źródło.